# L'Embrouille
Pour les articles homonymes, voir Charleston.
Pour plus de détails, voir Fiche technique et Distribution.
L'Embrouille (Charleston) est un film italien réalisé par Marcello Fondato, sorti en 1977.

## Synopsis
Charleston est le roi de l'arnaque. Dans l'escroquerie, l'humour et l'embrouille, il est un grand artiste. Et en prime, il cogne dur.

## Fiche technique
- Titre français : L'Embrouille
- Titre original : Charleston
- Réalisation : Marcello Fondato
- Scénario : Marcello Fondato & Francesco Scardamaglia
- Photographie : Giorgio Di Battista & Mario Montuori
- Montage : Nadia Bonifazi
- Musique : Guido De Angelis & Maurizio De Angelis
- Production : Elio Scardamaglia
- Société de production : Delfo Cinematografica
- Pays :  Italie
- Langue : Italien
- Format : Couleur - Mono - 35 mm - 1.85:1
- Genre : Comédie
- Durée : 93 minutes
- Date de sortie :
  - Italie : 5 mars 1977
  - Allemagne de l'Ouest : 29 septembre 1977

## Distribution
- Bud Spencer (VF : Pierre Garin) : Charleston
- Herbert Lom (VF : Michel Paulin) : Inspecteur Watkins
- James Coco (VF : Jacques Ferrière) : Joe Lo Monaco
- Renzo Marignano (VF : Philippe Mareuil) : Maurice
- Geoffrey Bayldon : Oncle Fred
- Jack la Cayenne (VF : Michel Papineschi) : Jack Watson / Columbus
- Dino Emanuelli (VF : Bernard Jourdain) : Bull
- Ronald Lacey (VF : Jacques Ebner) : Frankie
- Gino La Monica (VF : Bernard Jourdain) : le sergent Roy
- Michele Starck : la petite amie de Maurice